# (370) Modestia
(370) Modestia ist ein Asteroid des inneren Hauptgürtels, der am 14. Juli 1893 vom französischen Astronomen Auguste Charlois am Observatoire de Nice bei einer Helligkeit von 12 mag entdeckt wurde.
Der Asteroid ist benannt mit dem lateinischen Begriff für die Eigenschaft der Bescheidenheit, der Freiheit von Einbildung oder Eitelkeit. Julius Bauschinger, der Direktor des Astronomischen Rechen-Instituts in Berlin, veröffentlichte 1901 die Namen von 34 von Charlois entdeckten Asteroiden zwischen den Nummern (356) und (451). Im Text heißt es lediglich: „Nach Zustimmung des Herrn Charlois haben folgende von ihm entdeckten… Planeten nachstehende Namen erhalten.“ Es liegt daher nahe, dass die Namen vom Astronomischen Rechen-Institut ausgewählt wurden.

## Wissenschaftliche Auswertung
Eine Auswertung von Beobachtungen durch das Projekt NEOWISE im nahen Infrarot führte 2011 zu vorläufigen Werten für den Durchmesser und die Albedo im sichtbaren Bereich von 39,5 km bzw. 0,05. Nachdem die Werte nach neuen Messungen mit NEOWISE 2012 auf 39,8 km bzw. 0,06 geändert worden waren, wurden sie 2014 auf 38,1 km bzw. 0,06 korrigiert. Nach der Reaktivierung von NEOWISE im Jahr 2013 und Registrierung neuer Daten wurden die Werte 2015 zunächst mit 32,0 km bzw. 0,08 angegeben und dann 2016 korrigiert zu 35,9 km bzw. 0,07, diese Angaben beinhalten aber alle hohe Unsicherheiten.
Photometrische Messungen des Asteroiden fanden erstmals statt am 2. August 2003 am Andreas Observatory der Minnesota State University, Mankato in Minnesota. Die wenigen Daten konnten aber nicht weiter ausgewertet werden. Weitere Beobachtungen erfolgten vom 21. Juli bis 4. August 2010 an der Goat Mountain Astronomical Research Station (GMARS) und am Santana Observatory in Kalifornien. Aus der aufgezeichneten Lichtkurve wurde eine Rotationsperiode von 22,559 h bestimmt.
Aus archivierten Daten des Asteroid Terrestrial-impact Last Alert System (ATLAS) aus dem Zeitraum 2015 bis 2018 wurde in einer Untersuchung von 2020 mit der Methode der konvexen Inversion eine retrograde Rotation mit einer Periode von 22,5411 h berechnet.
Zwischen 2012 und 2018 wurden mit der All-Sky Automated Survey for Supernovae (ASAS-SN) auch photometrische Daten von 20.000 Asteroiden aufgezeichnet. Auf mehr als 5000 davon konnte erfolgreich die Methode der konvexen Inversion angewendet werden, darunter auch (370) Modestia, für die in einer Untersuchung von 2021 erstmals ein dreidimensionales Gestaltmodell für zwei alternative Rotationsachsen mit retrograder Rotation und einer Periode von 22,5400 h berechnet wurde.
Eine Untersuchung von 2022 bestimmte Gestaltmodelle und Rotationsachsen von 55 Asteroiden, um bestätigende Beweise für ihre mögliche Zugehörigkeit zu einer 4 Mrd. Jahre alten ursprünglichen Asteroidenfamilie zu liefern. Aus archivierten Daten der Catalina Sky Survey, des United States Naval Observatory (USNO) sowie des Asteroid Terrestrial-impact Last Alert System (ATLAS), der All-Sky Automated Survey for Supernovae (ASAS-SN) und von Gaia DR2 wurde für (370) Modestia ein neues Gestaltmodell für eine Rotationsachse mit retrograder Rotation und einer Periode von 22,5403 h bestimmt.
Aus archivierten Daten des Asteroid Terrestrial-impact Last Alert System (ATLAS) aus dem Zeitraum 2015 bis 2018 konnte in einer Untersuchung von 2022 mit der Methode der konvexen Inversion eine Rotationsperiode von 22,5407 h bestimmt werden. Im Jahr 2023 wurde aus photometrischen Messungen von Gaia DR3 erneut ein dreidimensionales Gestaltmodell des Asteroiden für eine Rotationsachse mit retrograder Rotation und einer Periode von 22,540 h berechnet.